# Beatriz Anglada-Camarasa Huelin
Beatriz Anglada-Camarasa Huelin (Palma, 1933) és una pintora mallorquina, filla d'Hermen Anglada Camarasa.
La Guerra civil espanyola la va sorprendre a Barcelona, on es trobava amb motiu d'una exposició del seu pare. La família va romandre a Montserrat durant la contesa bèl·lica i en acabar va marxar a França, a Pougues-les-Eaux, amb la idea de seguir cap als Estats Units. Novament, l'esclat de la Segona Guerra Mundial els va obligar a quedar-se al país gal i fins al 1948 no van tornar a Port Pollença.
Consta entre els artistes participants en l'Exposició Nacional de Belles Arts de Madrid del 1957, en la qual va presentar una obra titulada La montaña de cristal.
Ha fet nombroses exposicions d'un tipus de pintura molt influïda per la del seu pare. A Barcelona la seva galeria habitual va ser La Pinacoteca.
El 1960, juntament amb la seva mare i el seu marit, comença a concebre la idea de reunir l'obra d'Anglada Camarasa per mostrar-la al públic. El 1967 obre les portes el Museu Anglada Camarasa, al Port de Pollença. El 1988, la Fundació la Caixa adquireix el fons museístic per exhibir-lo com a exposició permanent al Gran Hotel de Palma.
El 2007 va rebre el Premi Ramon Llull per la seva tasca de difusió de l'obra del seu pare.